# Wiesław Michnikowski
Wiesław Michnikowski est un acteur polonais, né le 3 juin 1922 à Varsovie et mort le 29 septembre 2017 dans la même ville.

## Biographie
En 1946, Wiesław Michnikowski sort diplômé de l'école d'art dramatique de Lublin et se produit sur scène de la Maison d'acteur de Lublin (1945-1946), au Théâtre Municipal de Lublin (1946-1947), au Théâtre classique de Varsovie (1947-1948), au Théâtre Juliusz Osterwa de Lublin (1948-1951), au Jeune Théâtre de Varsovie (1951-1956), au Théâtre de la Comédie de Varsovie (1956-1957), au Cabaret Vagabond (1957-1958), au Théâtre Contemporain de Varsovie (1958-1970), au Théâtre Polski (1970-1971), puis de nouveau au Théâtre Contemporain (depuis 1971). On le voit également au Kabaret Dudek (pl) d'Edward Dziewoński (pl).
A la télévision, il est l'une des stars de l'émission de divertissement Kabaret Starszych Panów [Cabaret de Vieux Messieurs] animée par Jeremi Przybora (pl) et Jerzy Wasowski (pl) en 1958-1966. Il participe à la production théâtrale Personne ne me connaît d'Aleksander Fredro mise en scène par Andrzej Łapicki pour la Telewizja Polska en 1994. Pour la version en langue polonaise de la série animée Les Schtroumpfs il prête sa voix au Grand Schtroumpf.
Au cinéma, il est principalement connu pour ses rôles dans les comédies, notamment dans Seksmisja de Juliusz Machulski.

## Filmographie
au cinéma
- 1963 : Gangsters et Philanthropes
- 1971 : Pan Dodek
- 1981 : Wielka majówka : Czajkowski
- 1984 : Sexmission : Son Excellence
- 1984 : L'Année du soleil calme : prêtre

à la télévision
- 1965 : Czterej pancerni i pies : médecin militaire Stanisław Zubryk
- 1971 : L'Hydromystère : professeur Milczarek

doublage vocal
- 1981-1989 : Les Schtroumpfs : Grand Schtroumpf
- 2001 : Harry Potter à l'école des sorciers : professeur Filius Flitwick

## Récompenses et distinctions
- Croix d'or du Mérite (Krzyż Zasługi) - 1974
- Croix de Chevalier dans l'Ordre Polonia Restituta - 1979
- Splendeur des splendeurs - 2006
- Médaille d'or Gloria Artis - 2008